# Fagus grandifolia
Fagus grandifolia là một loài thực vật có hoa trong họ Fagaceae. Loài này được Jakob Friedrich Ehrhart mô tả khoa học đầu tiên năm 1787.

## Hình ảnh

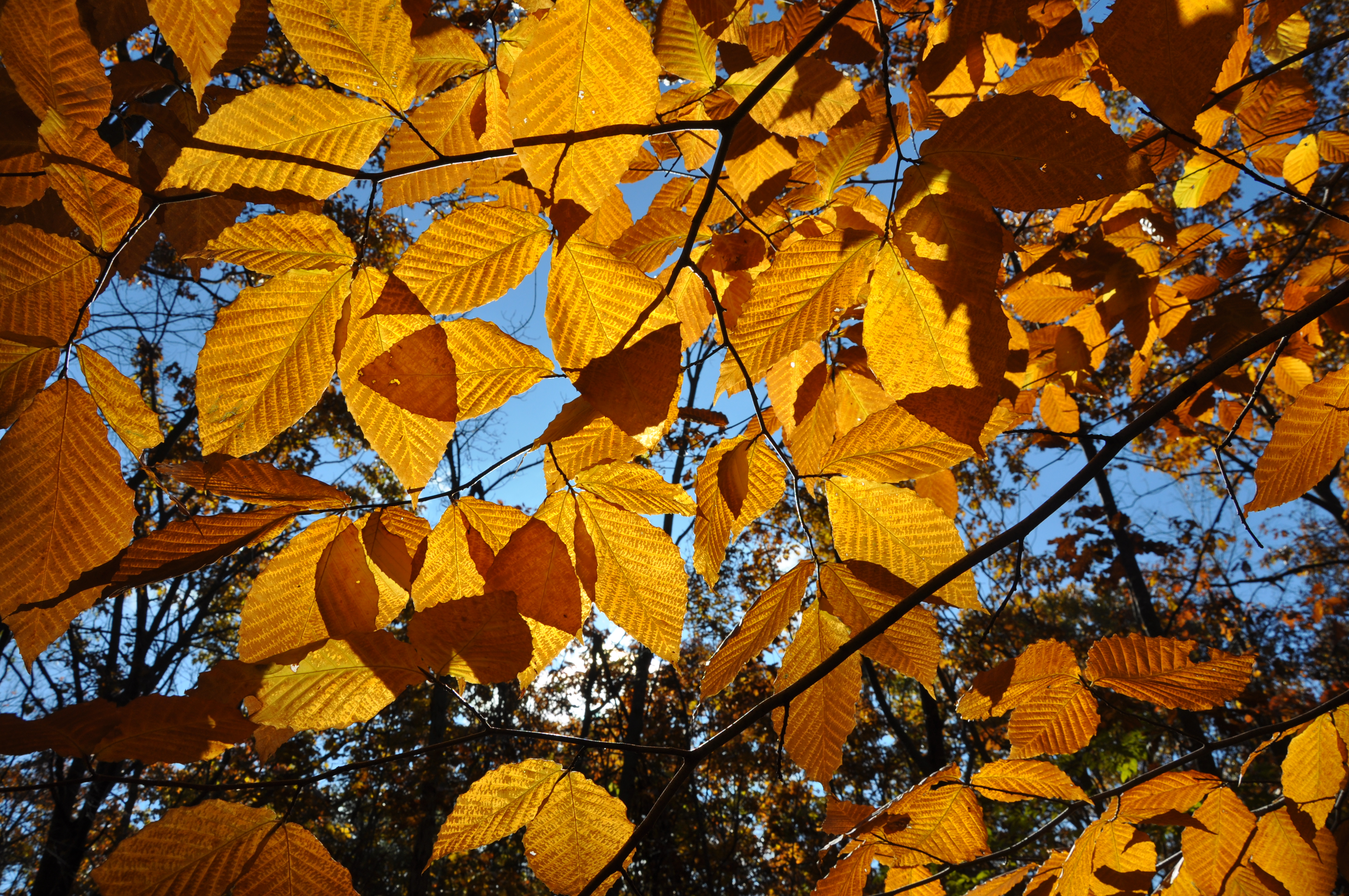
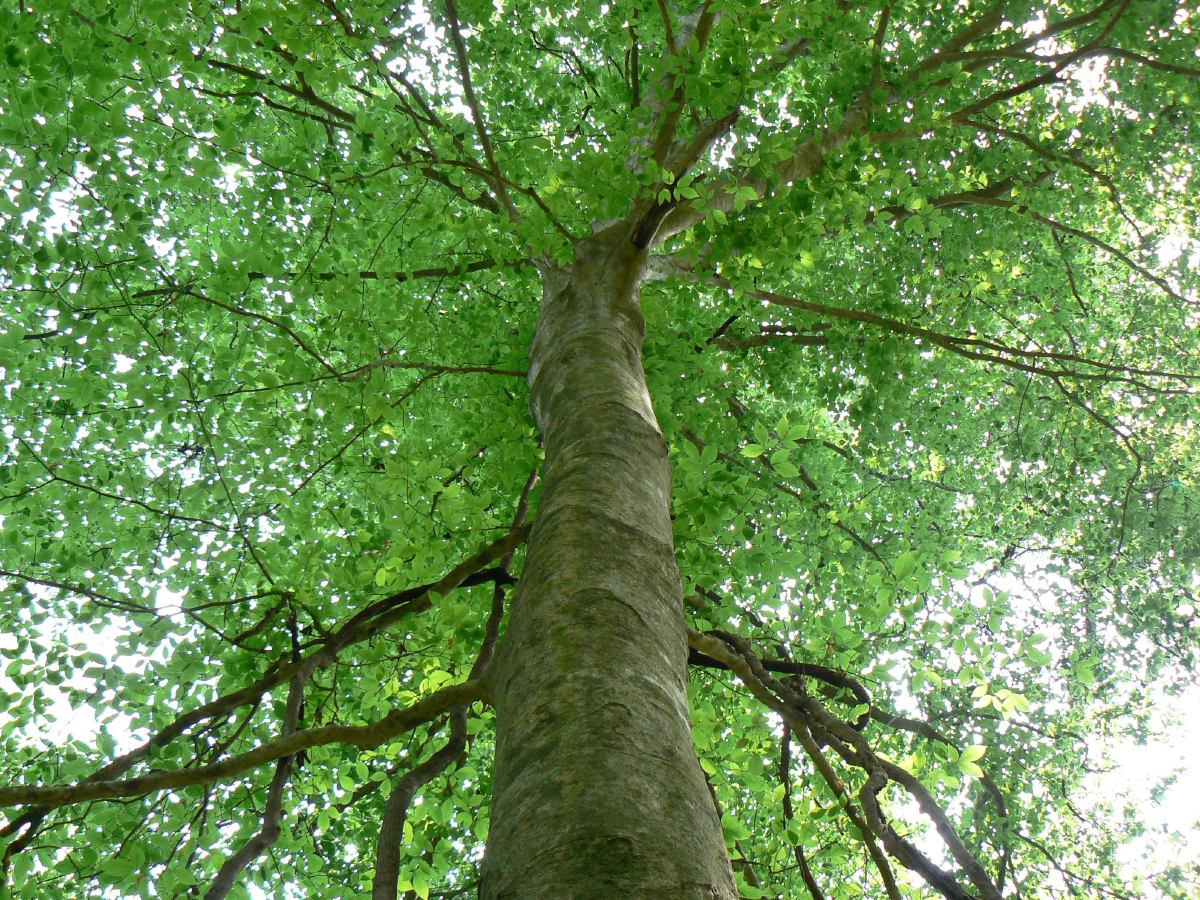
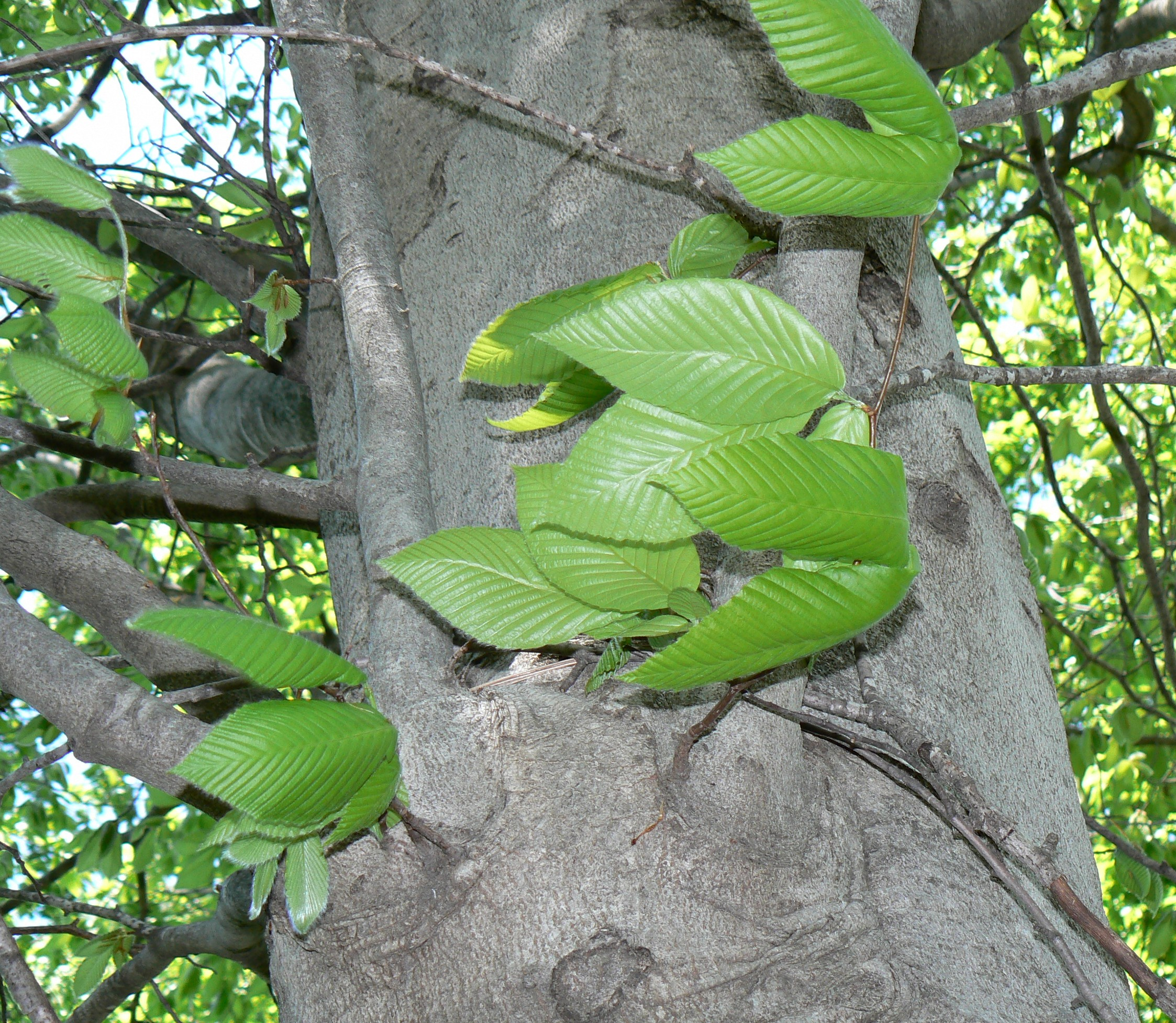
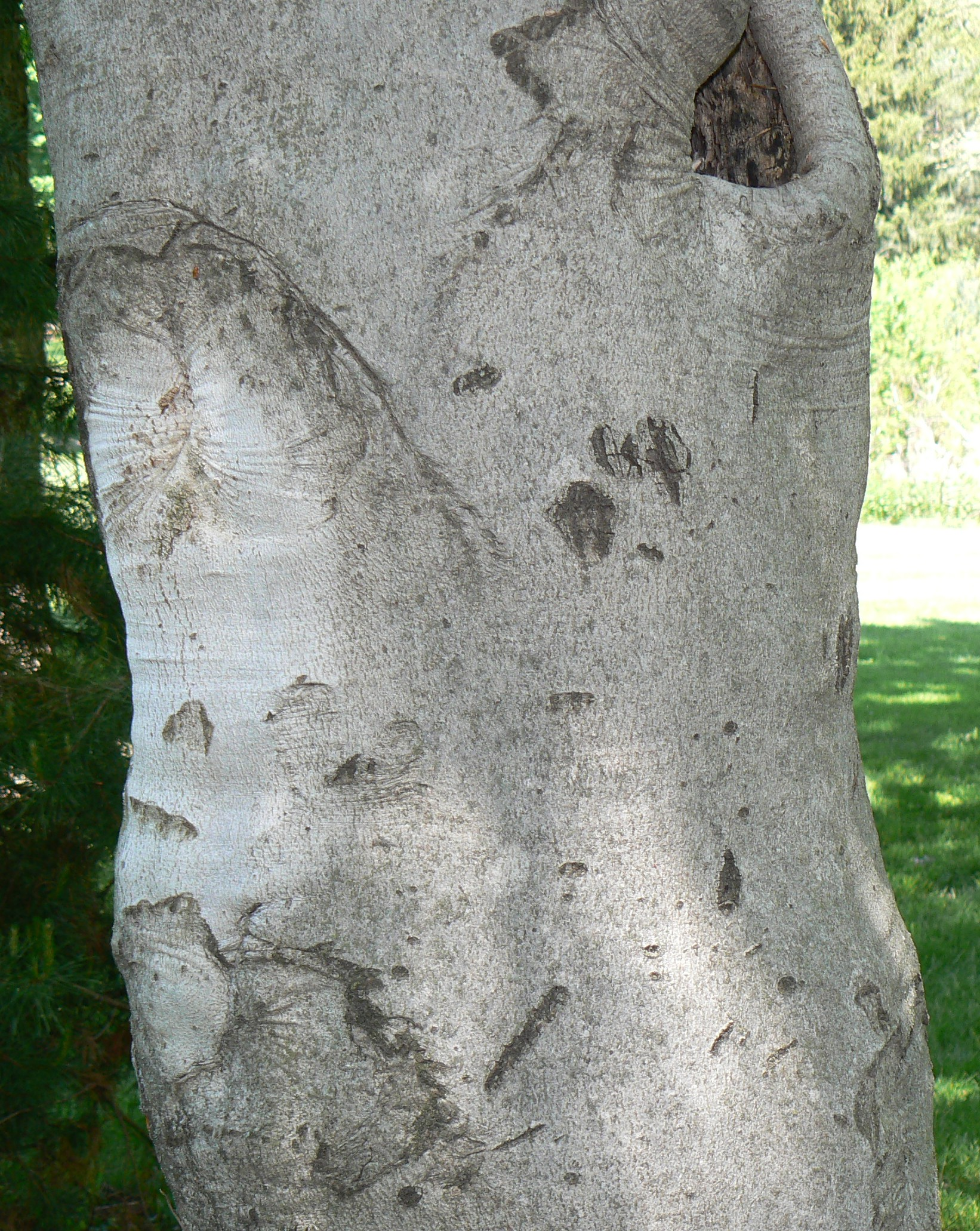